# 朴智星
朴智星（1981年3月30日—），全羅南道高興郡出身，是韓國退役職業足球員，曾協助韩国国家足球队於2002年世界盃打入四強，曾任韓國國家隊隊長，擔任中場或前鋒。世界足壇最佳韓國巨星之一。現任昆士柏流浪U-16助教。
朴智星在2005年7月5日以400萬镑加盟曼聯，成為曼聯歷史上第一位韓國球員。2014年5月14日宣布退役；2014年10月2日，朴智星以球會大使的身分再一次回到曼聯。

## 私人生活
朴智星與SBS主播金玟志於2014年夏天步入禮堂。2013年11月7日據一家韓媒報導，朴智星的父親朴成宗（音譯）曾透露表示：「智星在八月份出國去荷蘭之前，雙方父母已經正式見過面，決定在本賽季結束後舉行婚禮。正在做好準備。」公開了自己兒子朴智星的結婚消息。
朴智星和金玟志二人從2013年5月開始正式交往。同年6月，倆人約會的場面被媒體曝光，朴智星也隨即承認與金玟志的戀情，並舉行記者會正式對外界公開二人的戀人關係。2015年，金玟志於英國誕下一女。2018年初，金玟志誕下一男。

## 球队

### 京都不死鳥
作为韩国球员，朴智星没有在本国联赛球队开始自己的职业球员生涯。而是在2000年朴智星与日本J联赛球队京都不死鳥签约，获得了自己第一份职业球员合約，开始了自己的职业球员生涯。同年他随韩国国家队参加了悉尼奥运会，悉尼奥运会后，朴智星就入选了韩国国家足球队。

### PSV燕豪芬
2002年世界杯结束后朴智星被恩师希丁克带到了欧洲。2003/04赛季，他在对阵威廉二世的比赛中打进了自己旅欧的首个进球，这个赛季在荷甲赛场出场28次打进6球，成为队中的绝对主力；2004/05赛季是朴智星丰收的一年，朴智星随队获得荷甲联赛和荷兰杯赛双冠王，PSV燕豪芬也创纪录的打进欧冠联赛四强，只是在半决赛惜败给AC米兰，朴智星凭借着在欧冠联赛里的出色表现吸引了曼联的注意，在那个赛季之后朴智星便以400万英鎊加盟到曼联。

### 曼聯
朴智星第一次正選為曼聯上陣的英超比賽是於2005年8月13日，對手是愛華頓。賽後，曼聯領隊費格遜讚賞朴智星：「勤力走動，為隊友製造空位。」
朴智星第一次替曼聯進球是2005年12月21日中聯賽杯作客面對伯明罕城的比賽。該仗曼聯以3:1取勝。朴智星在2006年4月9日對阿仙奴時射入他英超聯賽的第一球，該仗曼聯亦以2:0取勝。
2007/08年球季，朴智星養傷多月後於季尾復出，他的表現令人眼前一亮。在歐洲聯賽冠軍盃中面對西班牙勁旅巴塞隆拿，他正選上陣全場奔跑超過二萬米，他不惜氣力、不斷的跑動令到對手得不到任何機會，首回合0:0逼和巴塞隆拿，次回合更協助球隊以1:0擊敗對手晉級決賽面對車路士，最後曼聯在俄羅斯點球大戰再打敗車路士取得冠軍，朴智星成為歷史上首位在歐冠決賽上陣及贏得歐冠金牌的亞洲球員。當季曼聯更再次取得英超聯賽冠軍。
2008/09年球季，傑斯年齡逐漸增加，翼鋒蘭尼狀態不穩且屢得傷患，朴智星因此常以正選上陣，表現獲一致好評，他勤奮的風格在曼聯非常成功。而且由於他的出色表現，令到領隊費格遜對他十分重用，在歐洲聯賽冠軍杯中的決賽，曼聯再次面對巴塞隆納，朴智星則以正選出任右翼，可惜這場決賽，曼聯一眾球員表現令人失望，完全發揮不到頂級水準，最終曼聯以0:2落敗。
2009/10年球季，費格遜不斷於重要賽事中起用朴智星，他亦不負所託，在2010年1月30日作客阿仙奴射入一球，令曼聯以3-1勝出。此外，朴智星在歐聯亦有好表現，在十六強次回合對AC米蘭的賽事中，他亦有一球進賬，協助曼聯以總比數7-2晉級。2010年3月20日，曼聯主場反勝利物浦2-1，打破近三次對利物浦全敗成績，當中朴智星更射入致勝一球，賽後他接受訪問表示射入致勝一球感覺極好。
朴智星在曼聯一直有穩定、不俗的表現，但在2010/11年球季及2011/12年球季一直受傷患的影響而缺席不少賽事，再加上步入30歲，狀態嚴重下滑，令到他再也未能夠成為球隊當然正選。球季結束後朴智星與領隊費格遜商討於球隊前途問題，由於球隊於6月份得到於德甲冠軍多特蒙德中場主力日本國腳香川真司加盟，費格遜不能保證朴智星要求的上陣場數，決定容許其轉投其他球會。朴智星為了得到穩定的上陣機會，最終決定於2012/13球季轉會昆士柏流浪，轉會費為200万英鎊，並簽約兩年。朴智星的離開令主教練費格遜大為感嘆，表示惋惜及不捨。就是這樣結束效力長達7年的曼聯。
朴智星在加盟曼聯之前，曾經受到外界質疑曼聯此舉是為開拓亞洲市場。然而朴智星藉出色表現令外界的質疑轉為稱讚，七年效力，朴智星不僅在不同重要賽事中以出色表現征服球迷，更先後攻破車路士、利物浦、AC米蘭、阿仙奴及皇家馬德里。

### 昆士柏流浪
朴智星加盟後，時任領隊馬克·曉士表示考慮安排朴智星為球會隊長。2012年8月18日，昆士柏流浪於球會網站正式宣佈朴智星為球會隊長。但昆士柏流浪羅致多名具實力球員但未能有效組成隊型，以至球隊戰績差，而朴智星亦受傷患困擾及狀態不足而長期缺陣，以致不少人認為他加盟昆士柏流浪是個錯誤決定。

### 重返PSV燕豪芬及掛靴
2013年，昆士柏流浪護級失敗喪失英超席位，同年8月8日，朴智星以借將身份重返荷甲PSV燕豪芬為期一年，及後於2014年5月14日宣佈結束球員生涯。

## 国家队
朴智星于2000年加入韩国国家队，在2000年的亚洲杯预选赛韩国队对阵老挝队的比赛中首次登场。朴智星参加了2002年韩日世界杯、2006年德国世界杯和2010年南非世界杯。而他更是少數能夠在三屆世界盃賽事中都有入球的球員，更与安贞桓成為當時入球最多的亞洲球員，直至本田圭佑及添·卡希尔在2014年追平紀錄，前者已在2018年超越纪录。
朴智星於2008年起從李雲在接過隊長臂章成為韓國國家足球隊隊長，一直擔任球隊領袖直至退出國家隊為止。朴智星在國家隊的重要性，不僅是球場上的領袖、當家球星，更甚者可謂國家的精神領袖，是名宿車範根之後南韓最具影響力的足球員。
2011年1月25日的亚洲杯半决赛韩国队与日本队的比赛，则是他个人第100次代表国家队参加A级赛事。在圆了为国家队效力100场比赛的梦想之后，朴智星在同年1月31日宣布正式退出韩国队。

## 退役後生活
2014年10月5日，英超球隊曼聯宣布朴智星擔任球會大使。
2018年6月，朴智星在2018年國際足協世界盃期間擔任SBS的評述員。
2021年1月19日，朴智星加入韓職球隊全北現代汽車擔任總監，之後辭去曼聯球會大使一職。
2021年12月，朴智星轉投昆士柏流浪，擔任U-16助教。

## 生涯數據

### 球队
| 球會       | 球季     | 聯賽 | 聯賽 | 盃賽 | 盃賽 | 聯賽盃 | 聯賽盃 | 歐洲 | 歐洲 | 其他 | 其他 | 總計 | 總計 |
| 球會       | 球季     | 上陣 | 入球 | 上陣 | 入球 | 上陣   | 入球   | 上陣 | 入球 | 上陣 | 入球 | 上陣 | 入球 |
| ---------- | -------- | ---- | ---- | ---- | ---- | ------ | ------ | ---- | ---- | ---- | ---- | ---- | ---- |
| 京都不死鳥 | 2000     | 13   | 1    | 1    | 0    | 2      | 0      | –    | –    | –    | –    | 16   | 1    |
| 京都不死鳥 | 2001     | 38   | 3    | 1    | 0    | 1      | 0      | –    | –    | –    | –    | 40   | 3    |
| 京都不死鳥 | 2002     | 25   | 7    | 4    | 1    | 0      | 0      | –    | –    | –    | –    | 29   | 8    |
| 京都不死鳥 | 總計     | 76   | 11   | 6    | 1    | 3      | 0      | –    | –    | –    | –    | 85   | 12   |
| PSV燕豪芬  | 2002–03  | 8    | 0    | 0    | 0    | –      | –      | 0    | 0    |      |      | 8    | 0    |
| PSV燕豪芬  | 2003–04  | 28   | 6    | 1    | 0    | –      | –      | 10   | 0    |      |      | 39   | 6    |
| PSV燕豪芬  | 2004–05  | 28   | 7    | 3    | 2    | –      | –      | 13   | 2    |      |      | 44   | 11   |
| PSV燕豪芬  | 總計     | 64   | 13   | 4    | 2    | –      | –      | 23   | 2    |      |      | 91   | 17   |
| 曼聯       | 2005–06  | 34   | 1    | 2    | 0    | 3      | 1      | 6    | 0    | 0    | 0    | 45   | 2    |
| 曼聯       | 2006–07  | 14   | 5    | 5    | 0    | 0      | 0      | 1    | 0    | 0    | 0    | 20   | 5    |
| 曼聯       | 2007–08  | 12   | 1    | 2    | 0    | 0      | 0      | 4    | 0    | 0    | 0    | 18   | 1    |
| 曼聯       | 2008–09  | 25   | 2    | 3    | 1    | 1      | 0      | 9    | 1    | 2    | 0    | 40   | 4    |
| 曼聯       | 2009–10  | 17   | 3    | 0    | 0    | 2      | 0      | 4    | 1    | 1    | 0    | 16   | 3    |
| 曼聯       | 2010–11  | 15   | 5    | 1    | 0    | 2      | 2      | 9    | 1    | 1    | 0    | 28   | 8    |
| 曼聯       | 2011–12  | 17   | 2    | 1    | 1    | 3      | 0      | 7    | 0    | 0    | 0    | 28   | 3    |
| 曼聯       | 總計     | 134  | 19   | 14   | 2    | 11     | 3      | 42   | 3    | 4    | 0    | 205  | 27   |
| 昆士柏流浪 | 2012–13  | 20   | 0    | 3    | 0    | 2      | 0      | –    | –    | –    | –    | 25   | 0    |
| 生涯總計   | 生涯總計 | 294  | 43   | 27   | 5    | 16     | 3      | 65   | 5    | 5    | 0    | 406  | 56   |

數據準確至2013年1月12日

### 國際賽入球
| #  | 日期           | 場地           | 對手     | 進球 | 比數 | 比賽                            |
| -- | -------------- | -------------- | -------- | ---- | ---- | ------------------------------- |
| 1  | 2000年6月7日   | 伊朗德黑蘭     | 北馬其頓 | 2-0  | 2-1  | 友誼賽                          |
| 2  | 2002年5月21日  | 韓國西歸浦     | 英格兰   | 1-1  | 1-1  | 友誼賽                          |
| 3  | 2002年5月26日  | 韓國水原       | 法國     | 1-1  | 2-3  | 友誼賽                          |
| 4  | 2002年6月14日  | 韓國仁川       | 葡萄牙   | 1-0  | 1-0  | 2002年世界盃                    |
| 5  | 2005年6月8日   | 科威特科威特市 | 科威特   | 4-0  | 4-0  | 2006年世界盃足球賽外圍賽-亞洲區 |
| 6  | 2006年6月18日  | 德國萊比錫     | 法國     | 1-1  | 1-1  | 2006年世界盃                    |
| 7  | 2008年2月6日   | 韓國首爾       |          | 3-0  | 4-0  | 2010年世界盃外圍賽 (亞洲區)     |
| 8  | 2008年5月31日  | 韓國首爾       | 约旦     | 1-0  | 2-2  | 2010年世界盃外圍賽 (亞洲區)     |
| 9  | 2008年10月15日 | 韓國 首爾      | 阿联酋   | 2-0  | 4-1  | 2010年世界盃外圍賽 (亞洲區)     |
| 10 | 2009年2月11日  | 伊朗德黑蘭     | 伊朗     | 1-1  | 1-1  | 2010年世界盃外圍賽 (亞洲區)     |
| 11 | 2009年6月17日  | 韓國首爾       | 伊朗     | 1-1  | 1-1  | 2010年世界盃外圍賽 (亞洲區)     |
| 12 | 2010年5月24日  | 日本埼玉       | 日本     | 1-0  | 2-0  | 友誼賽                          |
| 13 | 2010年6月12日  | 南非伊麗莎白港 | 希腊     | 1-0  | 2-0  | 2010年世界盃足球賽              |

## 榮譽

### 球會
京都不死鳥
- J LEAGUE 乙組聯賽冠軍：2001
- 天皇杯冠軍：2002

 PSV燕豪芬
- 荷甲冠軍：2005
- 荷蘭盃冠軍：2005

 曼聯
- 英格蘭超級聯賽冠軍：2006/07、2007/08、2008/09、2010/11
- 英格蘭聯賽盃冠軍：2005/06、2008/09、2009/10
- 英格蘭社區盾冠軍：2007、2008、2010、2011
- 欧洲冠军联赛冠軍：2007/08
- 國際足協世界冠軍球會盃冠軍：2008

### 國家隊
韓國
- 世界盃殿軍：2002

## 綜藝節目
- 2012年5月20日：SBS《Running Man》EP.95
- 2012年5月27日：SBS《Running Man》EP.96 with IU
- 2012年6月3日：SBS《Running Man》EP.97 with IU、鄭大世
- 2013年7月7日：SBS《Running Man》EP.153 with 雪莉、具滋哲
- 2013年7月14日：SBS《Running Man》EP.154 with 雪莉、帕特里斯·埃夫拉、珉豪（特別出演）、Xiumin（特別出演）
- 2014年6月8日：SBS《Running Man》EP.199 with 白智榮（特別出演）、珉雅（特別出演）、車範根（特別出演）、李昶旻（特別出演）、尹斗俊（特別出演）、梁耀燮（特別出演）、李起光（特別出演）、金桐俊（特別出演）、Baro（特別出演）、Leo（特別出演）、李旼赫（特別出演）
- 2014年6月15日：SBS《Running Man》EP.200 with 車範根、鄭大世（特別出演）

## 外部連結
- 足球数据库：朴智星的球员统计数据

| 體育角色         | 體育角色                      | 體育角色         |
| ---------------- | ----------------------------- | ---------------- |
| 前任： 李雲在    | 韓國國家足球隊隊長 2008－2011 | 繼任： 具滋哲    |
| 前任： 祖爾·巴頓 | 昆士柏流浪隊長 2012－2013     | 繼任： 奇連·希爾 |